# Barbados Premier League
Barbados Premier League är högstaligan i fotboll på Barbados, ligan grundades 1947 och den första säsongen sparkade igång 1947 och har spelats årligen sedan 1995.

## Mästare
- 1947/48 — Spartan
- 1950 — Spartan
- 1951 — Spartan
- 1952 — Empire
- 1960 — Everton
- 1961 — Ej spelad
- 1962 — New South Wales[a]
- 1963 — Everton
- 1964 — New South Wales[a]
- 1965 — Everton
- 1966 — Everton
- 1967 — New South Wales[a]
- 1968 — Ej spelad
- 1969 — New South Wales[a]
- 1970 — New South Wales[a]
- 1971 — New South Wales[a]
- 1972 — New South Wales[a]
- 1973 — Pan-Am Wales[a]
- 1974 — Pan-Am Wales[a]
- 1975 — Pan-Am Wales[a]
- 1976 — Pan-Am Wales[a]
- 1977 — Ej spelad
- 1978 — Pan-Am Wales[a]
- 1979 — Ej spelad
- 1980 — Ej spelad
- 1981 — Pan-Am Wales[a]
- 1982 — Pinelands United
- 1983 — Ej spelad
- 1984 — Pan-Am Wales[a]
- 1985 — Pinelands United
- 1986 — Pan-Am Wales[a]
- 1987 — Everton
- 1988 — Pride of Gall Hill
- 1989 — Paradise
- 1990 — Brittons Hill
- 1991 — Ej spelad
- 1992 — Pinelands United
- 1993 — Pride of Gall Hill
- 1994 — Ej spelad
- 1995 — Barbados Defence Force
- 1996 — Paradise
- 1997 — Notre Dame
- 1998 — Notre Dame
- 1999 — Notre Dame
- 2000 — Notre Dame
- 2001 — Paradise
- 2002 — Notre Dame
- 2003 — Paradise
- 2004 — Notre Dame
- 2005 — Notre Dame
- 2006 — Youth Milan
- 2007 — Barbados Defence Force
- 2008 — Notre Dame
- 2009 — Brittons Hill
- 2010 — Notre Dame
- 2011 — Youth Milan
- 2012 — Weymouth Wales[a]
- 2013 — Barbados Defence Force
- 2014 — Barbados Defence Force
- 2015 — Barbados Defence Force
- 2016 — UWI Blackbirds
- 2017 — Weymouth Wales[a]
- 2018 — Weymouth Wales[a]
- 2018/19 — Weymouth Wales[a]
- 2019/20 —

## Anmärkningslista
1. 1 2 3 4 5 6 7 8 9 10 11 12 13 14 15 16 17 18 19  Klubben är nu känd som Weymouth Wales FC, mellan 1962 och 1972 gick klubben under namnet "New South Wales" och mellan 1973 och 1977 var klubben känd som "Pan-Am Wales".